# El Pinito Nuevo
El Pinito Nuevo är en ort i Mexiko.   Den ligger i kommunen Del Nayar och delstaten Nayarit, i den centrala delen av landet, 600 km nordväst om huvudstaden Mexico City. El Pinito Nuevo ligger 1 189 meter över havet och antalet invånare är 122.
Terrängen runt El Pinito Nuevo är bergig åt nordväst, men åt sydost är den kuperad. Runt El Pinito Nuevo är det mycket glesbefolkat, med 5 invånare per kvadratkilometer. Närmaste större samhälle är Cofradía de Pericos, 11,5 km sydost om El Pinito Nuevo. I omgivningarna runt El Pinito Nuevo växer huvudsakligen savannskog.